# Джон Л'Арчерс

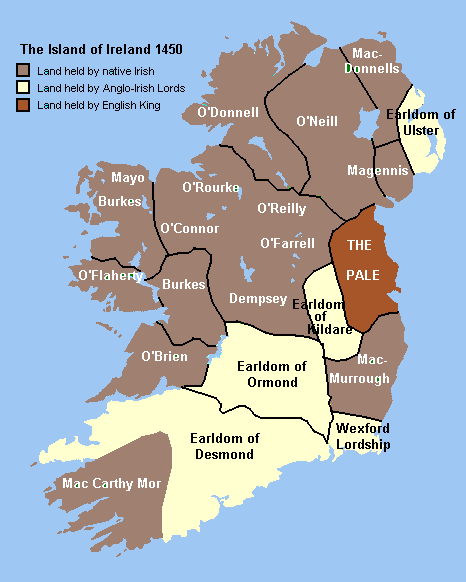
Ірландія в середні віки. Показані англійські володіння, володіння графів Ормонд та Фіцджеральд, володіння незалежних ірландських кланів та королівств.

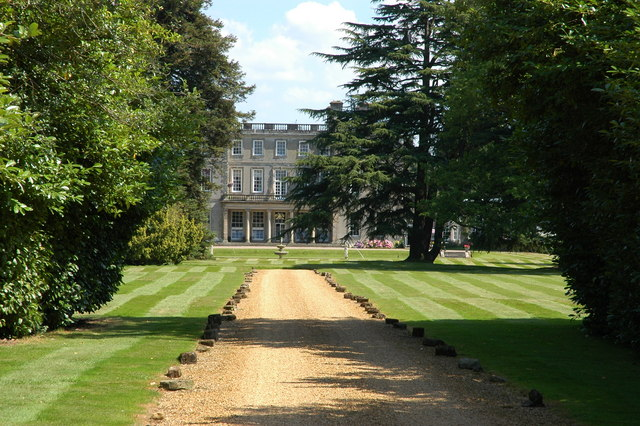
Амберслейд-Холл, поблизу Тамурта, родинний маєток Арчерів з ХІІ століття до сьогодні.

Герб лицарського ордена Госпітал’єрів.

Джон Л’Арчерс (помер у 1349 р.) – він же Джон Ларгер, Джон Л’Арчер – відомий ірландський священик, державний та церковний діяч, юрист, суддя англійського походження. Зробив блискучу кар’єру в Ірландії, володів посадами лорд-канцлера Ірландії та заступника головного юстиціарія Ірландії. Він помер під час найстрахітливішої в тисячолітті епідемії чуми в Європі, що ввійшла в історію як «Чорна смерть», імовірно, став жертвою цієї епідемії [1]. 

## Походження
Родина Арчерів, що пізніше носила титул барона Арчера, походила з Танворта, що в Ардені, графство Ворікшир. Арчери володіли маєтком і будинком Амберслейд-холл біля Тамворта з часів короля Англії Генріха II і жили в цьому маєтку протягом 600 років [2]. Джон Л’Арчерс, ймовірно, був молодшим братом Томаса Л'Арчера (помер 1372 р.). Джон Л’Арчерс був внучатим племінником Томаса Л’Арчера, що був англійським пріором лицарського Ордену госпітальєрів з 1321 по 1329 рік [2]. Ця родинна традиція могла вплинути на те, що Джон приєднався до госпітальєрів; він вперше згадується як брат Ноттінгемського дому Ордену в 1334 році.

## Кар’єра
Після смерті Роджера Утлага в 1341 році Джона Л’Арчера було призначено пріором ірландського дому Ордену в Кілмейнхемі. Він став заступником головного судді Ірландії в 1346 році [4]. Як це часто траплялося в той час, точні дати його перебування на посаді лорд-канцлера Ірландії невідомі, але найбільш вірогідними датами є 1342 – 1344 роки. Він був радником Таємної Ради Ірландії, і ми маємо записи про його присутність на засіданні Ради в 1346 році. Він виконував обов’язки судді в суді присяжних у кількох округах у Ленстері та Манстері. Очевидно, його обрали лорд-канцлером Ірландії, тому що він дотримувався нейтралітету по відношенню до короля Едуарда III та англо-ірландської шляхти, відносини між якими тоді були поганими, головним чином через непродуману та швидко залишену програму реформ 1341 – 1342 років, яка призвела б до того, що вся королівські пожалування землі починаючи з 1307 року були скасовані [1]. 
Ірландський історик О’Фланаган [5] писав у 1870 році, що Джон Л’Арчер був одним із кількох середньовічних лорд-канцлерів Ірландії, які не залишили жодного сліду, крім своїх імен, на сторінках історії.
Але інший історик - Отвей-Рутвен [6] писав про Джона Л’Арчера як провідного державного діяча Ірландії тих часів, що відіграв важливу роль у політичних подіях початку 1340-х років. Ірландський парламент, що зібрався в Дубліні в 1341 році, а потім переніс засідання в Кілкенні, надзвичайно суворо засудив англо-ірландський уряд Ірландії за його погане управління, а потім подав серію петицій до короля Англії та Ірландії Едуарда III, що мали бути представлені групою провідних аристократів, землевласників і урядовців корони. Ці петиції являли собою комплексне засудження всіх аспектів діяльності уряду Ірландії, включаючи звинувачення в корупції, поганому управлінні та військовій некомпетентності [4]. Король прихильно прийняв носіїв петиції і пообіцяв виправити завдану шкоду Ірландії. Джон Л’Арчер був одним із делегатом: Отвей-Рутвен вважає, що той факт, що новопризначений лорд-канцлер Ірландії особисто подав петицію, був однією з причин гарного прийому, який вона отримала [6].
Схоже, що король Едвард ІІІ мав високу думку про Джона Л’Арчера: у 1346 році його викликали за кордон «за наказом короля» і йому дали охоронні грамоти для подорожі. Характер королівської справи, яка стала приводом для цієї подорожі, досі не відомий [7]. Король також повернув йому деякі конфісковані землі, які раніше належали лицарському Ордену Госпітал’єрів.
Джон Л’Арчер сам писав про деякі подробиці своєї кар’єри [4]: у 1341 році він подав до суду на архієпископа Дубліна за володіння церквою в «Данбіні» (можливо, Данбойн). Судовий процес було врегульований після того, як обидві сторони запропонували вирішити питання шляхом поєдинку [4].
У цікавому записі в Патентному списку [8] зазначено, що Джон Л’Арчер, призначений заступником юстиціара в серпні 1346 року, отримав королівське помилування під Великою печаткою Ірландії в Кашелі за всі злочини чи проступки, скоєні до того часу [4]. Наскільки ми можемо визначити, це стосується будь-яких злочинів, нібито вчинених юстиціарієм або від його імені, а не особисто Джоном Л’Арчером. Виняток із помилування було зроблено для вбивства Вільяма де Бурга, ІІІ графа Ольстера в 1333 році. Більшість причетних до вбивства графа вже були покарані, і хто саме був метою цього виключення з помилування, незрозуміло; це, можливо, стало стандартною формулою [4]. 

## Смерть
Епідемія чуми «Чорна смерть» досягла Ірландії невдовзі після її першої появи в Англії в 1348 році. Число загиблих серед вищих посадових осіб в Ірландії не було особливо високим, але Джон Л’Арчер, що раптово помер у 1349 році, був, ймовірно, жертвою чуми [6]. 